# Bestuurlijk Netwerk Crisisbeheersing
Het Bestuurlijk Netwerk Crisisbeheersing was een initiatief van Jan Mans, oud-burgemeester van Enschede, om de crisiservaringen van bestuurders toegankelijk te maken. Het initiatief is opgezet na de vuurwerkramp. Het netwerk heeft zich sinds de oprichting in 2005 gericht op de crisiservaringen van burgemeesters, locoburgemeesters, gemeentesecretarissen en commissarissen der koningin. 
De activiteiten van het Bestuurlijk Netwerk Crisisbeheersing zijn per 1 juli 2007 opgegaan in het Nederlands Genootschap van Burgemeesters. Er zijn twee boeken door het Bestuurlijk Netwerk Crisisbeheersing uitgebracht: Als dat maar goed gaat, bestuurlijke ervaringen met crises (2006) en Als het dan toch gebeurt, bestuurlijke ervaringen met crises (2007). In deze boeken komen bestuurders aan het woord over crises die zij van nabij hebben meegemaakt.